# Phil Lanzon
Phil Lanzon est un claviériste de rock anglais connu en tant que membre de Uriah Heep.

## Biographie
Phil Lanzon est né le 23 mars 1950. À l'âge de huit ans, il apprend à jouer du piano. En 1966, Phil joue dans son premier groupe, appelé Les Bouts, des reprises de chansons. Avec ce groupe,il voyage à travers l'Europe. Il  joue aussi avec les Cats Pyjamas de 1968 jusqu'en 1969, avec lesquels il enregistre quelques singles.
Lanzon étudie également à la Guildhall School of Music and Drama.
Lanzon collabore aussi avec divers artistes et comme musicien de session : il joue pour Grant & Forsyth, John Lawton, Mick Ronson, Chris Spedding et Sweet.
En 1986, Phil rejoint Uriah Heep sur leur tournée américaine, en remplacement de John Sinclair.

## Discographie

### Steve Glen
- Look Left Look Right

- No Doubt About It
- Easy Does It

### GMT
- War Games

### Grand Prix
- Grand Prix
- There For None To See
- Samurai

### Grant & Forsyth
- Let's Dance

### John Lawton & Steve Dunning
- Steppin' It Up (2002)

### Lionheart
- Unearthed - Raiders of the Lost Archives

### Mick Ronson
- Memorial Show

### Chris Spedding
- I'm Not Like Everybody Else

### Sweet
- Hannover Sessions
- Live At The Marquee
- Chronology

### Paddy Goes to Holyhead
- Green Green Grass of Home (7 inch)

### Tarracco
- Big Bang

### Uriah Heep
| - Raging Silence (1989) - Different World (1991) - Sea of Light (1995) - Spellbinder (live, 1996) - Sonic Origami (1998) - Wake the Sleeper (2008) - Into the Wild (2011) - Outsiders (2014) | - Live in Moscow (1988) - Future Echoes Of The Past (2000) - Acoustically Driven (l2001) - Electrically Driven (2001) - The Magician's Birthday Party (l2002) - Live in the USA (2003) - Magic Night (2004) - Between Two Worlds (l2005) - Live in Georgia (Tbilisi State Music Hall) (2010) |